# All I Can Do
All I Can Do is een nummer van de Haagse rockband Kane uit 2005. Het is de derde single van hun derde studioalbum Fearless.

## Achtergrond
Hoewel Something to Say en Fearless nummer 1-hits werden in Nederland, en Believe It ook een top 10-hit werd, was "All I Can Do" de enige single van het album Fearless dat de top 10 niet haalde. De single behaalde de 12e positie in de Nederlandse Top 40 op Radio 538 en de 9e positie in de Mega Top 50 op 3FM. In Vlaanderen haalde de single de 9e positie in de Vlaamse Ultratip. In de Vlaamse Radio 2 Top 30 werd géén notering behaald.